# Dragoljub Srnić
Dragoljub Srnić (in serbo Драгољуб Срнић?; Šabac, 12 gennaio 1992) è un calciatore serbo, centrocampista del Mačva Šabac.

## Biografia
Ha un fratello gemello, Slavoljub, anch'egli calciatore.

## Carriera
Il 1º luglio 2019 viene acquistato a titolo definitivo dalla squadra polacca del ŁKS.